# 배드 키즈 고우 투 헬
《배드 키즈 고우 투 헬》(영어: Bad Kids Go to Hell)은 2012년 공개된 미국의 블랙 코미디 스릴러 영화이다.

## 출연진
- 캐머런 딘 스튜어트
- 오기 듀크
- 알리 포크너
- 로저 에드워즈
- 마크 도나토
- 어맨다 올치
- 제프리 슈밋
- 벤 브라우더
- 저드 넬슨
- 셔넬 라이언
- 엘로이즈 더조리아

## 기타 제작진
- 배역: 카트리나 쿡
- 미술: 제이슨 해먼드
- 세트: 존 파커(크레디트 미기재)
- 음향 감독: 제이크 클루거
- 시각 효과: 웨스 마이어스